# Distretto di Ayaş
Il distretto di Ayaş (in turco Ayaş ilçesi) è uno dei distretti della provincia di Ankara, in Turchia. Parte del distretto è compresa nel comune metropolitano di Ankara.